# Sinipta
Sinipta is een geslacht van rechtvleugeligen uit de familie veldsprinkhanen (Acrididae). De wetenschappelijke naam van dit geslacht is voor het eerst geldig gepubliceerd in 1861 door Stål.

## Soorten
Het geslacht Sinipta omvat de volgende soorten:
- Sinipta acuta Rehn, 1939
- Sinipta dalmani Stål, 1861
- Sinipta hectorisperonii Liebermann, 1950
- Sinipta maldonadoi Liebermann, 1951
- Sinipta purpurea Thunberg, 1815